# Resiliencia (informática)
En una red de computadoras, la resiliencia es la capacidad de proporcionar y mantener un nivel aceptable de servicio ante fallos y adversidades en la operación normal. Las amenazas y adversidades contra los servicios pueden ir desde una mera configuración errónea, pasando por desastres naturales de gran escala, hasta ataques dirigidos. De por sí, la resiliencia de redes trata una amplia gama de temas, tales como seguridad informática, tolerancia frente a fallos, confiabilidad de software y capacidad de supervivencia de redes. Los términos resiliencia y capacidad de supervivencia se usan de manera intercambiable según el contexto específico de estudio.
Para aumentar la resiliencia de una red de comunicaciones particular se deben identificar las adversidades y riesgos probables y definir medidas de resiliencia adecuadas para el servicio que se quiere proteger.
La resiliencia en redes se hace cada vez más importante, pues las redes de comunicaciones se están transformando en un componente fundamental en la operación de infraestructuras críticas. En consecuencia, algunos trabajos recientes se dedican a interpretar y mejorar la resiliencia informática y de redes con aplicación en infraestructuras críticas. A modo de ejemplo, puede considerarse como un objeto de resiliencia a la prestación de servicios sobre la red en vez de los servicios de la red misma. Esto podría requerir respuestas coordinadas tanto desde la red como desde los servicios que se ejecuta sobre ella.
Estos servicios incluyen:
- soporte para procesamiento distribuido
- suporte para almacenamiento en la red
- continuidad de servicios de comunicaciones como videoconferencia, mensajería instantánea o colaboración en línea
- acceso a aplicaciones y datos a demanda